# Parafia Najświętszej Marii Panny Królowej Polski w Kaczkach Średnich
Parafia Najświętszej Marii Panny Królowej Polski w Kaczkach Średnich – rzymskokatolicka parafia położona w środkowej części powiatu tureckiego, swoim zasięgiem obejmuje południową część gminy Turek. Administracyjnie należy do diecezji włocławskiej (dekanat turecki). 
Parafia liczy około 1500 mieszkańców. Swoim zasięgiem obejmuje miejscowości: Kaczki Średnie, Gąsin, Turkowice Kolonia, Wietchinin, Kaczki Plastowe, Kowale Księże i Rogów.

## Informacje historyczne
Parafia Najświętszej Marii Panny w Kaczkach Średnich została erygowana 16 lutego 1986 roku przez bpa Jana Zarębę z części parafii NSPJ w Turku.
Kościół parafialny według projektu Aleksandra Holasa został konsekrowany przez bpa Henryka Muszyńskiego 12 czerwca 1989 roku.

## Proboszczowie
- ks. Józef Łochowski (1986–1992)[1]
- ks. Henryk Wysocki (1992–2003)[1]
- ks. Kryspin Kaźmierczak (2003–2011)[1]
- ks. Paweł Zalewski (od 2011)[1]